# CIVETS

Die CIVETS-Staaten

CIVETS steht für die Staaten Kolumbien, Indonesien, Vietnam, Ägypten, die Türkei und Südafrika. Die sechs Staaten wurden zum Zeitpunkt der Begriffsschöpfung 2009 als neue Schwellenländer bezeichnet, für die ein großer wirtschaftlicher Aufschwung zu erwarten sei. Das Synonym steht die Anfangsbuchstaben dieser Länder in englischer Sprache:
- C für  Kolumbien,
- I für  Indonesien,
- V für  Vietnam,
- E für  Ägypten,
- T für  Türkei und
- S für  Südafrika.

Die Abkürzung wurde 2009 von Michael Geoghegan geprägt, dem Geschäftsführer der britischen Bank HSBC. Für die beteiligten Länder wird auch die Bezeichnung Schleichkatzen-Staaten verwendet, nach der Zibetkatze, englisch civet, einer Schleichkatzenart.